# José María Arregui
José María Arregui (Areatza (Àlaba), 28 de març, 1879 - Arantzazu, 1955), fou un pianista, compositor i professor franciscà basc.
Va rebre els primers alliçonaments d'un oncle seu organista. Als deu anys va ingressar al col·legi franciscà d'Aránzazu comptant-se entre els deixebles del P. Luis Arrúe i aviat va prémer l'òrgan. Molt jove va marxar missioner al Perú; el 1914, de tornada a la seva terra, va ingressar a l'Escola Internacional Burgés, on va cursar amb gran aprofitament harmonia, contrapunt, fuga i composició. El 1916 va fundar a Barcelona una Societat de Concerts integrada pels alumnes més avantatjats dels centres d'ensenyament musical que va desenvolupar audicions sota la direcció dels mestres Burgés i Domenico Rossi. Va ser molt llegida la sèrie dels seus articles en defensa del músic franciscà Friedel Hartmann.
El 1919 es va residir a Aránzazu i va ocupar els càrrecs de professor i mestre de capella del santuari, elevant notòriament el nivell d'aquesta capella, fet que va motivar la seva intervenció en les festivitats commemoratives de la fundació de la Tercera Ordre Franciscana. El P. Arregui és autor de diverses produccions principalment religioses: Càntic a San Francisco, Oh, santíssima ànima, Franciscus amat unice, Proles de coel prodit, Salve, sancte Pater, La mort de San Francisco, oratori -amb llibre del seu deixeble Luis de Sarasola-, etc. En el gènere profà va compondre la gran jota navarresa A la ribera del Arga, estrenada i interpretada freqüentment per l'Orfeó Pamplonès.